# Transformations et carrosseries spéciales pour 2 CV
 (septembre 2013).
Si vous disposez d'ouvrages ou d'articles de référence ou si vous connaissez des sites web de qualité traitant du thème abordé ici, merci de compléter l'article en donnant les références utiles à sa vérifiabilité et en les liant à la section « Notes et références ».

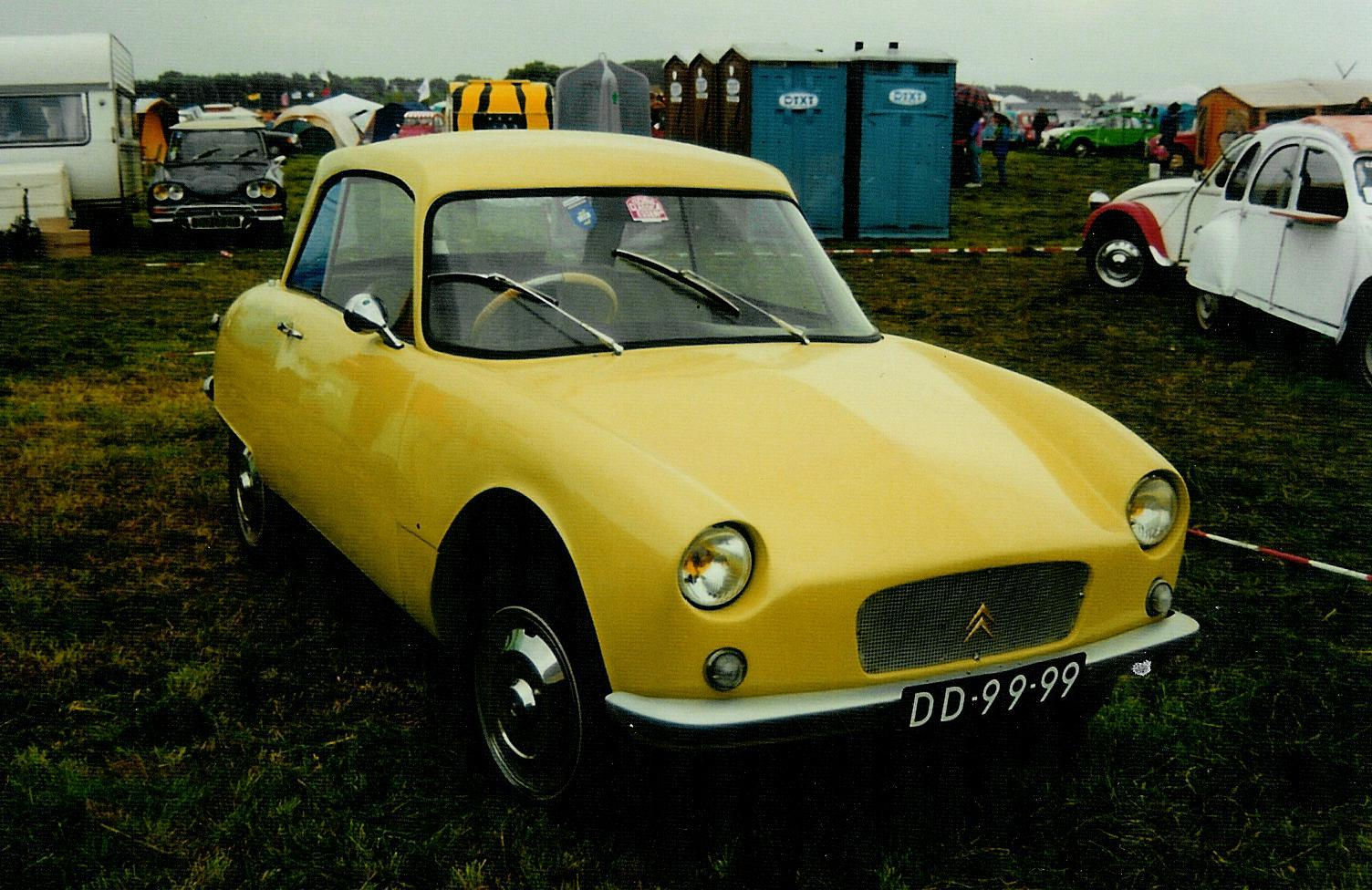
Bijou Coupé, modèle export, Angleterre.

Dès son apparition en 1948, la Citroën 2 CV a inspiré les carrossiers, amateurs ou professionnels, sa plateforme se prêtant bien à la transformation. La Méhari en est un exemple, même si finalement elle est apparue au catalogue du constructeur. Certains modèles très rares sont également sortis des usines Citroën.

## Carrosseries modifiées par Citroën
- 2 CV SAP et SAPZP (1953-1961) : pick-up développé pour la marine britannique, ce petit véhicule permettait les interventions rapides à terre. Seulement 131 exemplaires produits, et tous jetés à la mer, à la fin des années 1960 ;
- 2 CV SAPA : la caisse est surélevée par rapport au modèle standard (2 CV AK400).

## Carrossiers indépendants

### Modification en série
- 2 CV Dagonet : Jean Dagonet propose, dès 1952, une 2 CV personnalisée. Surbaissée, avec un moteur de 425 cm3, elle peut atteindre les 100 km/h, avec seulement 19 ch ;
- Cabriolet Hoffmann : carrosserie disponible en kit. Parti d'Allemagne, ce modèle assez réussi séduit de nombreux fans, et inspire de nombreux concurrents ;
- Azelle : cabriolet proposé en atelier, sur base de 2 CV. Homologuée en France depuis juillet 2020.
- America et Super America, de la société IES (es), dérivées de la 2CV en Argentine.

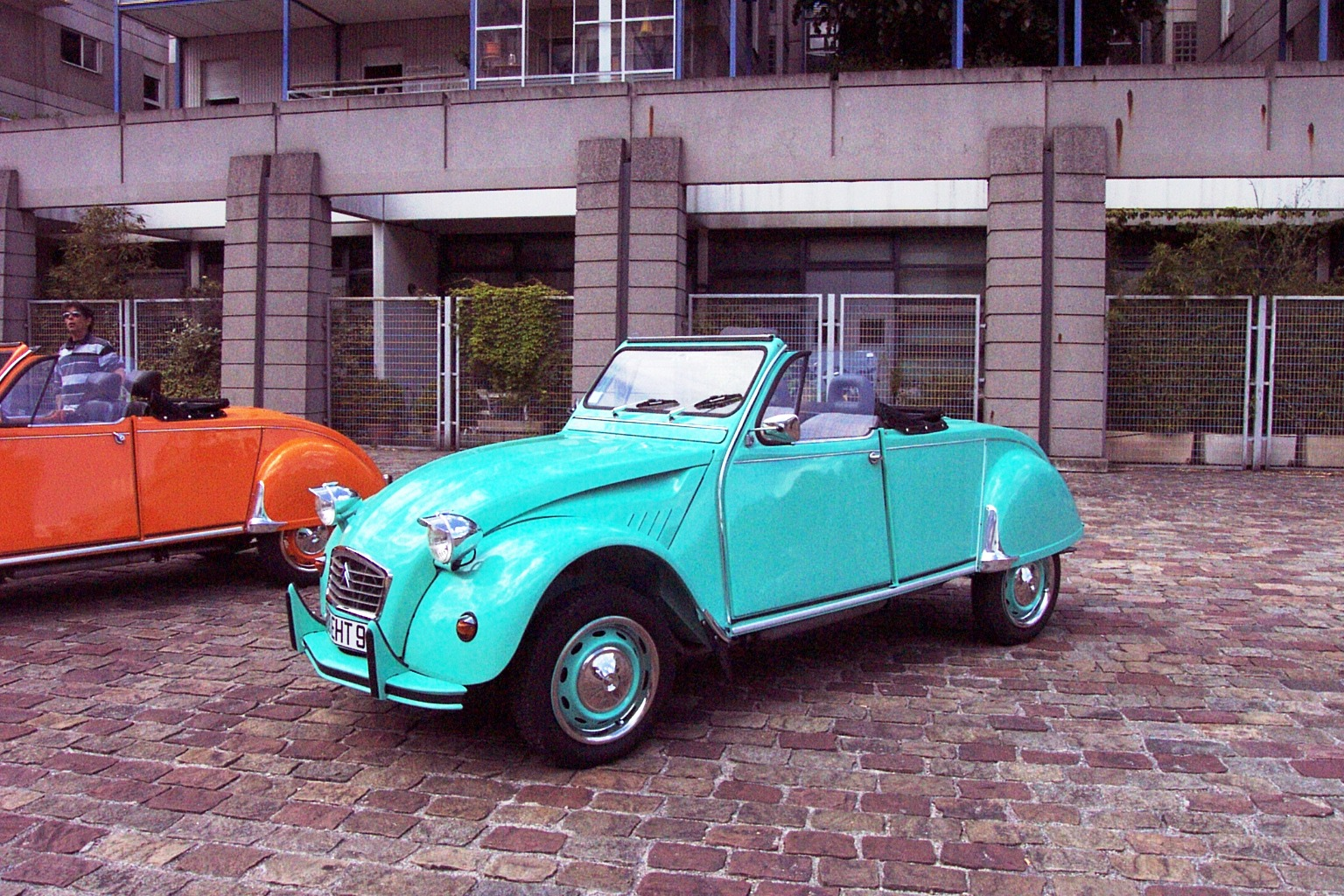
Cabriolet Azelle
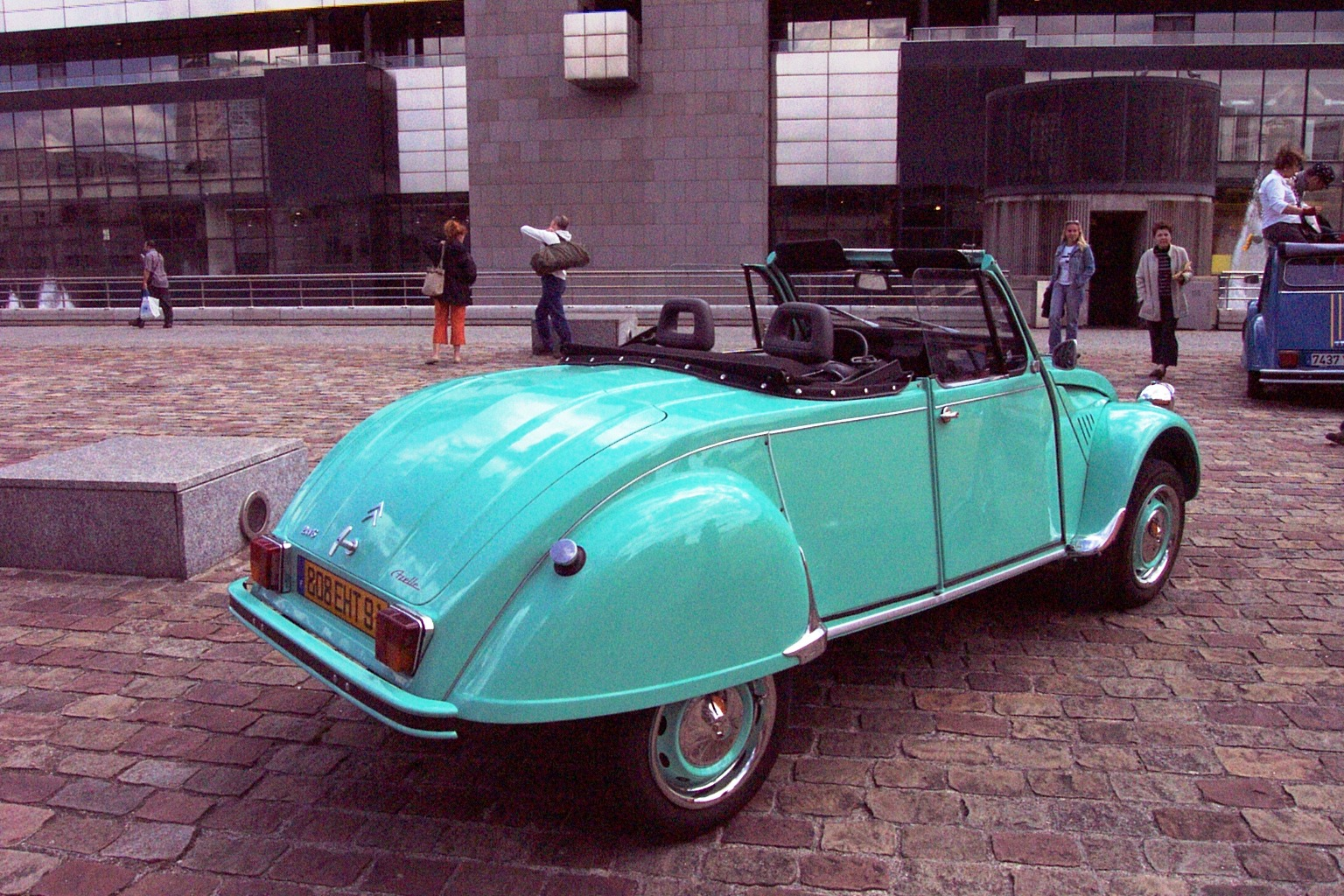
Azelle, vue trois-quarts arrière.
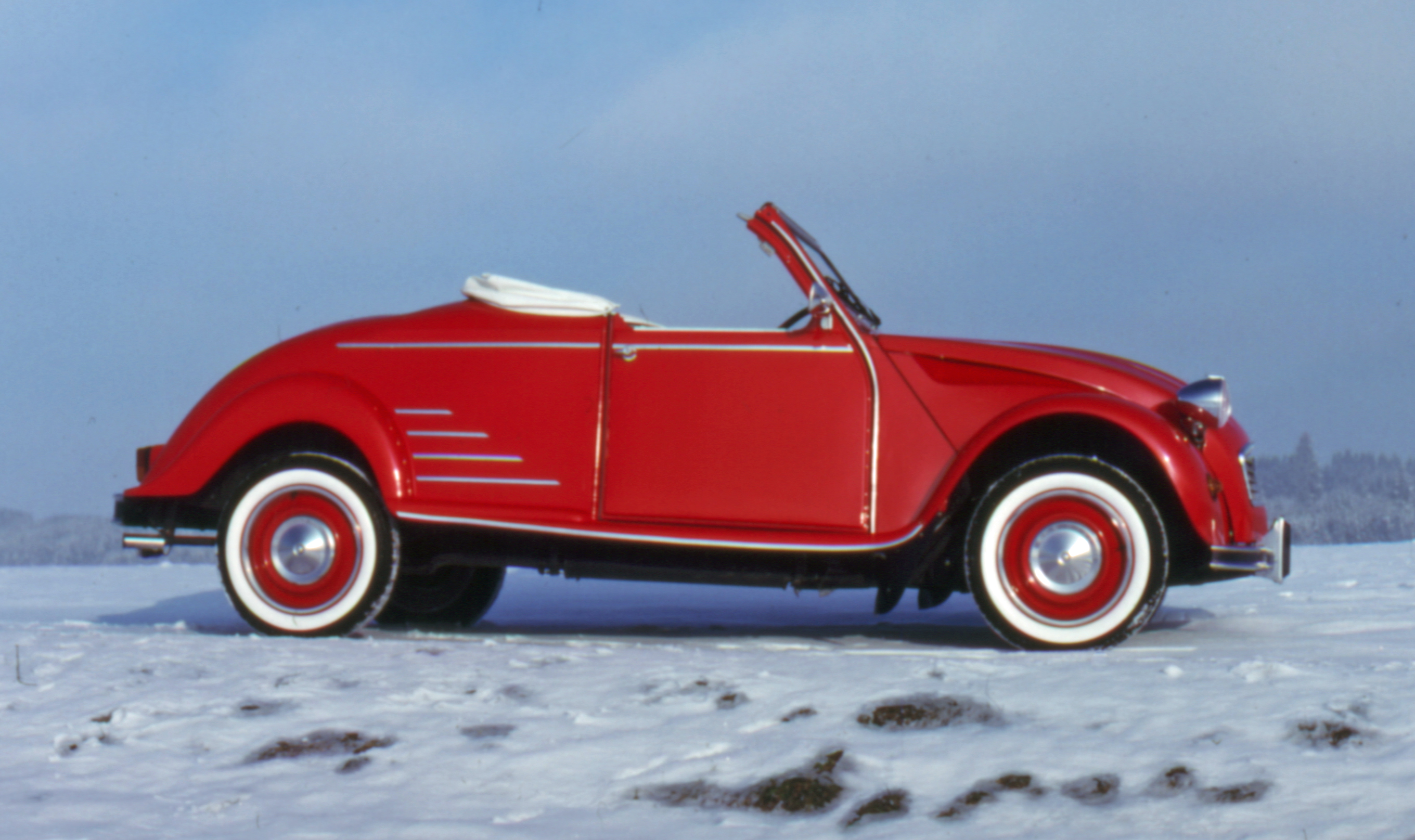
Cabriolet Hoffmann
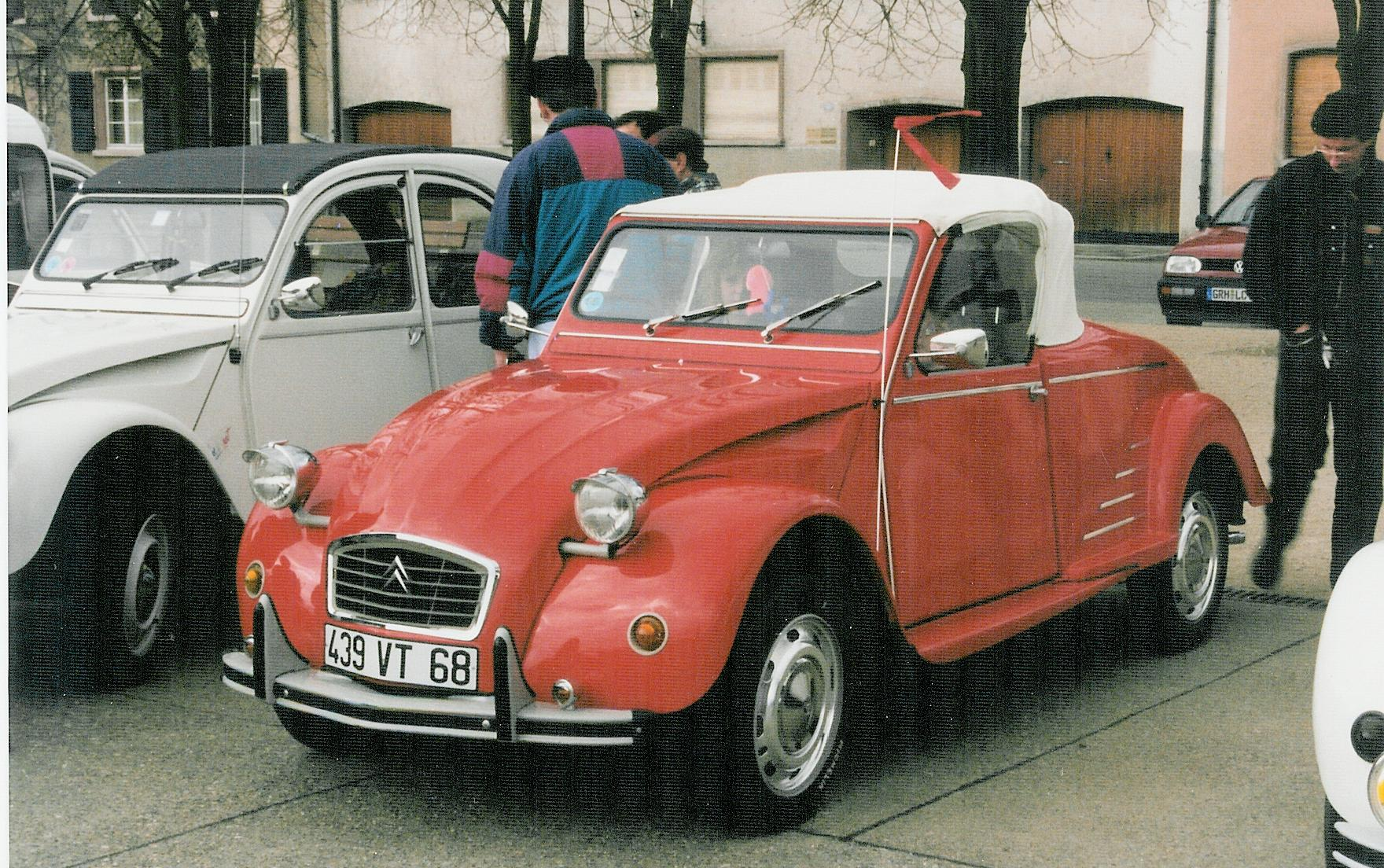
Une Hoffmann capotée
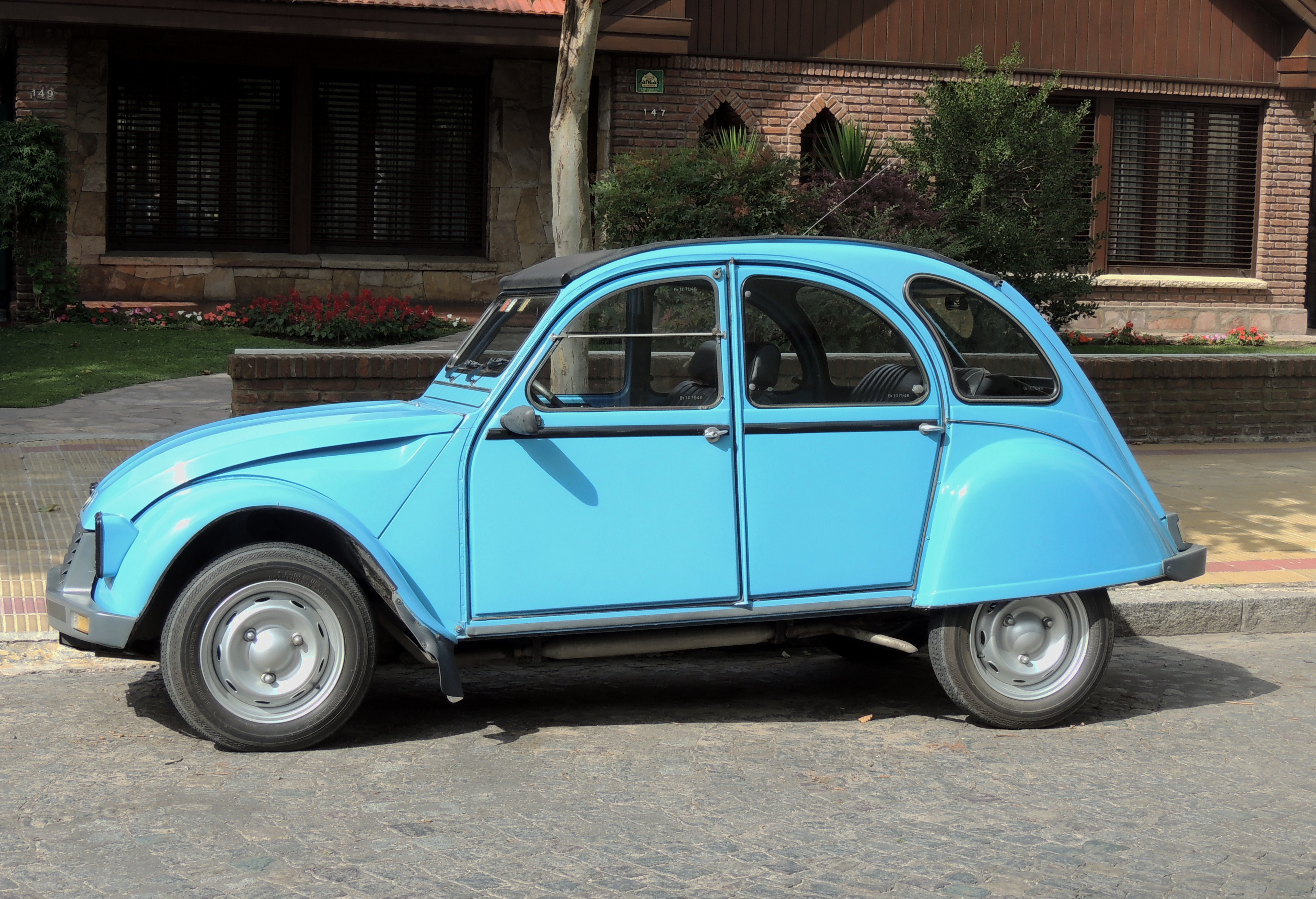
Une IES 3CV

### Modifications unitaires

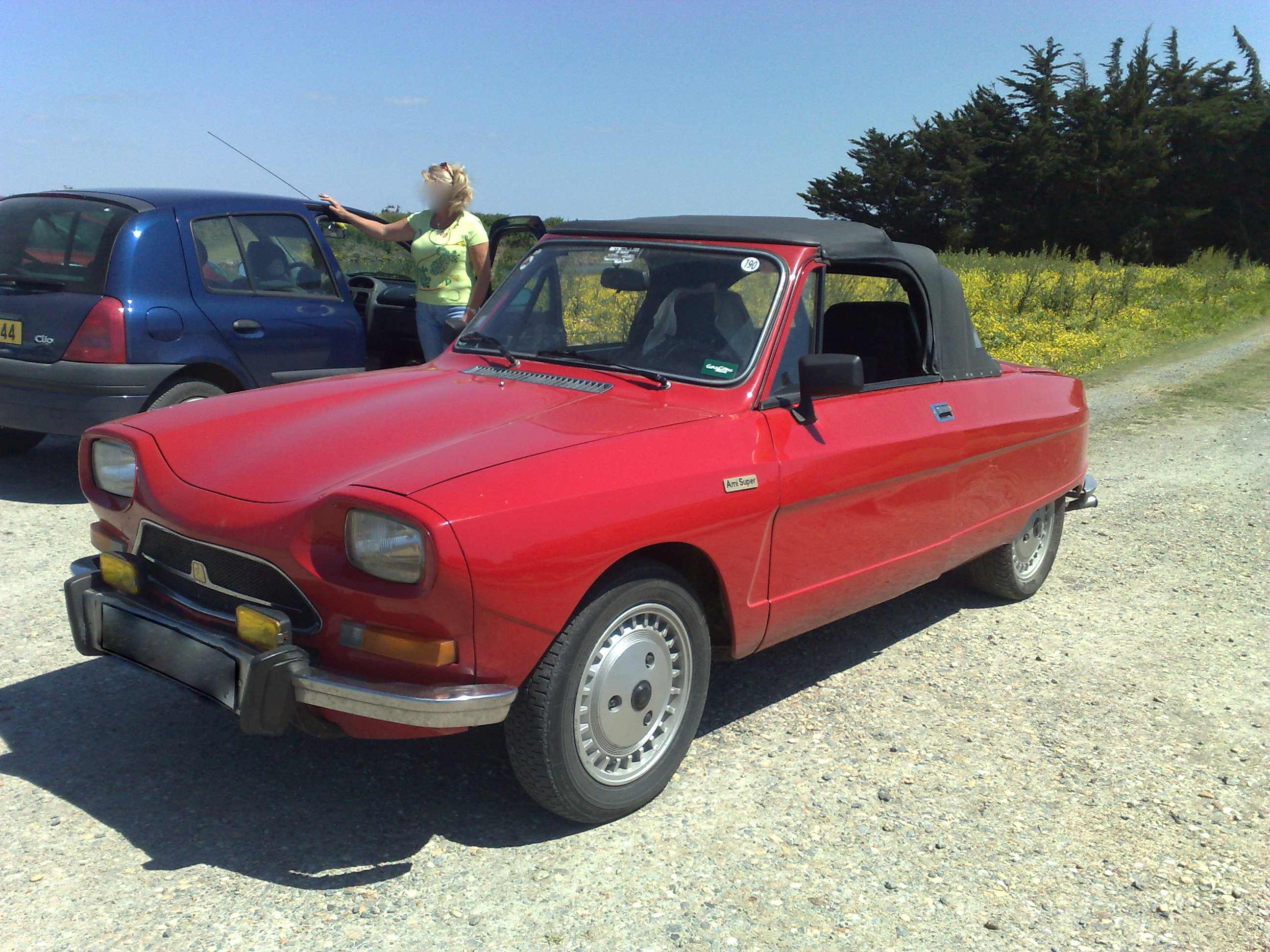
L'Ami Super XC.

- Cabriolet Ami Super XC : il existe un seul exemplaire de ce modèle réalisé par un particulier
- 2 CV Barbot Spéciale : Jean Barbot, coureur automobile de loisir, prépare une 2 CV de compétition, destinée aux grandes courses d'endurance de l'époque. La carrosserie est du type « barquette », pour réduire la prise au vent ; le moteur est entièrement revu, avec deux carburateurs Solex 32 PBIC, une cylindrée amenée à 348 cm3, une sortie d'échappement directe par cylindre et un arbre à cames spécial. Il s'engage, en 1952, au Bol d'Or, qu'il remporte dans la catégorie des moins de 350 cm3[réf. nécessaire]. Le 29 septembre 1953, sur l'Autodrome de Linas-Montlhéry où il pulvérise sept records de vitesse, dont celui des 12 heures à 90,96 km/h de moyenne.

## Carrosserie complète

### Bijou
1959 : carrosserie en polyester, fabriquée par Citroën UK, à Slough en Angleterre, rappelant les lignes de la DS, la Bijou est basée sur la mécanique de 2 CV AZ, et est fabriquée à 211 exemplaires, jusqu'en 1964. Actuellement, seules quelques dizaines existent encore, mais rares sont celles qui ont été restaurées ou maintenues en bon état.

### Pony
Copie de la Méhari, dérivée de la FAF, en tôles pliées, « facile à fabriquer », destinée aux pays en voie de développement, produite par NAMCO (en) en Grèce et connue sous le nom de « Baby Brousse ».

### Philippe Charbonneaux
1955 : Plusieurs modèles de carrosserie (coupés sports) et quelques véhicules publicitaires ont été réalisés par Philippe Charbonneaux, ils sont visibles au musée de l'automobile de Reims.

### Lomax
La gamme de kitcars LOMAX, basée sur la très fiable Citroën 2 CV, a été  produite en Angleterre par différentes entreprises, mais de façon quasi constante entre 1984 et 2004
Son design, conçu début 1980 par Nigel Whall est inspiré par la légendaire Morgan trois roues des années 1930. 
Une Lomax est généralement un roadster ouvert, qui est conduit complètement sans toit, généralement deux places, il existe quelques rares 2+2.
Les versions les plus connues de la Lomax sont : la 223 à 3 roues et la 224 à 4 roues. Il existe aussi la 424 à moteur 4 cylindres et châssis d'Ami Super.
Les dernières versions de la marque, la "Supertourer" et la "Lambda", ont une forme légèrement plus arrondie. 
La voiture est constituée d'un corps en matériaux composites (fibre de verre et résine) monté sur un plancher Citroën 2 CV, Dyane, ou Ami non modifié.

### Burton
Burton, aux Pays-Bas, fabrique toujours en 2021 des roadsters inspirés des Morgan, en kit ou entièrement montés, en sus de son activité dans les pièces détachées pour 2 CV.

### Le Patron
Le Patron, une firme néerlandaise, produit toujours plusieurs modèles de roadsters très ressemblants à la Lomax, elle-même inspirée de la Morgan. Les Le Patron sont toujours fabriquées par Godfried van den Bergh à Ophemert (Pays-Bas)
.

### Manx
La Citroën 2 CV Manx est un kit anglais dessiné par Jim Clark, la marque a été créée en 1991. Elle a été reprise par Ayerspeed en 1998, puis par Fereday Cars de 2000 à 2002 qui a changé son nom en Vario et l'a adaptée pour la mettre sur une base de Fiat. Deauville a repris la marque Manx de 2011 à 2013 pour la remettre sur base 2 CV. La Manx est donc un kit pour 2 CV et la Vario le même kit pour Fiat. Il y aurait eu une douzaine de kits fabriqués pour la base de 2 CV. Au moins sept véhicules sont encore répertoriés et en état début 2021.

### Radar
Petit roadster en résine, de la lignée des Bijou.
En 1956, Robert Radar, agent Citroën à Liège, dessine et réalise lui-même un roadster sport sur un châssis de 2 CV. Cette voiture, dont la carrosserie est en polyester, est dotée d'une suspension renforcée par un stabilisateur et d'une mécanique légèrement gonflée, ce qui lui permet d'atteindre 120 km/h en pointe, vu le bon profilage de la carrosserie. La Radar a été présentée à Citroën Belgique qui début 1957, décide de la construire à Forest. Elle fut vendue par Citroën Belgique entre 1959 et 1962. La filiale belge a construit 60 carrosseries, mais n'en monta que 20 sur châssis qui seront vendus par le réseau.

### SIFTT Katar
Le SIFTT Katar est un pick-up tout-terrain à carrosserie en polyester renforcé verre.

### Teilhol
La Tangara de Teilhol est une révision assez aboutie de la Méhari, dont elle se présente comme la remplaçante potentielle. Son moteur et son volant proviennent de la 2 CV 6, sur laquelle Teilhol montait son propre tableau de bord. Les sièges proviennent de la C15, les feux arrière de la Peugeot 205 et les rétroviseurs et clignotants avant du Renault Express. À la suite de problèmes financiers, la fabrication a cessé au printemps 1990, après 1 500 exemplaires construits. Il existe également des Tangara 4x4 ainsi que des Tangara équipées d'un moteur d'AX et d'une peinture bicolore.

### UMAP
L'Usine moderne d'application plastique (UMAP), à Bernon, dans l'Aube, propose en 1956 une carrosserie en polyester adaptable à la plateforme de la 2 CV ; elle est assez ressemblante à la Renault Caravelle.

### Vanclee
La Mungo de Vanclee, un constructeur belge, est une autre déclinaison du concept de la Méhari produite de 1980 à 1989.

## Galerie

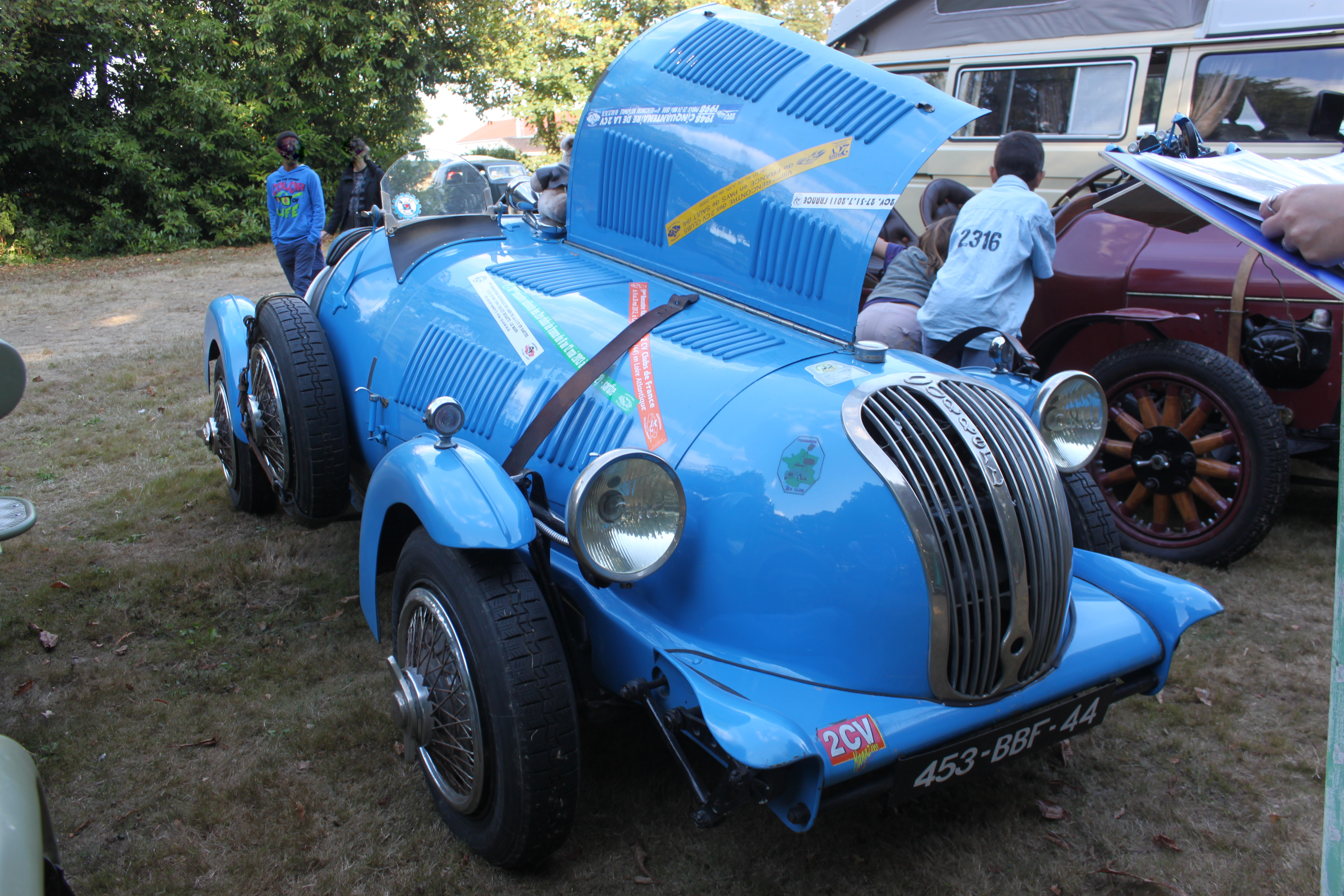
Colbert
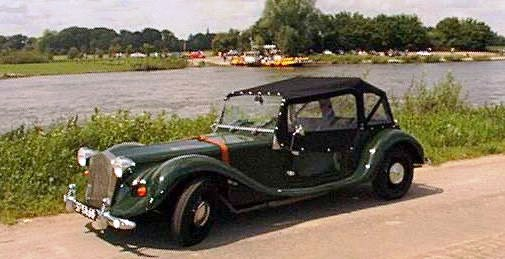
Cygnus
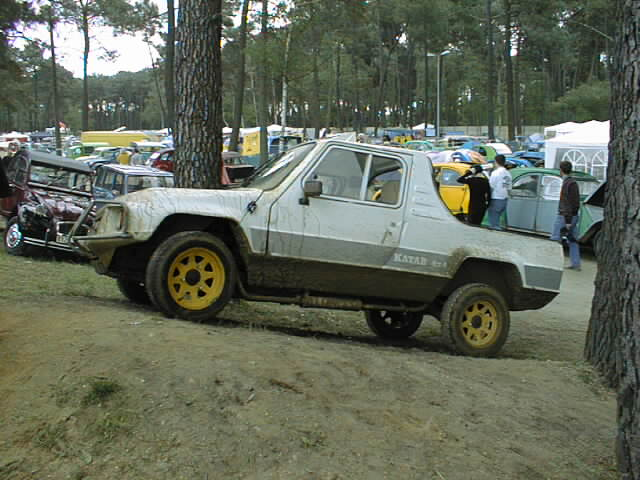
Katar
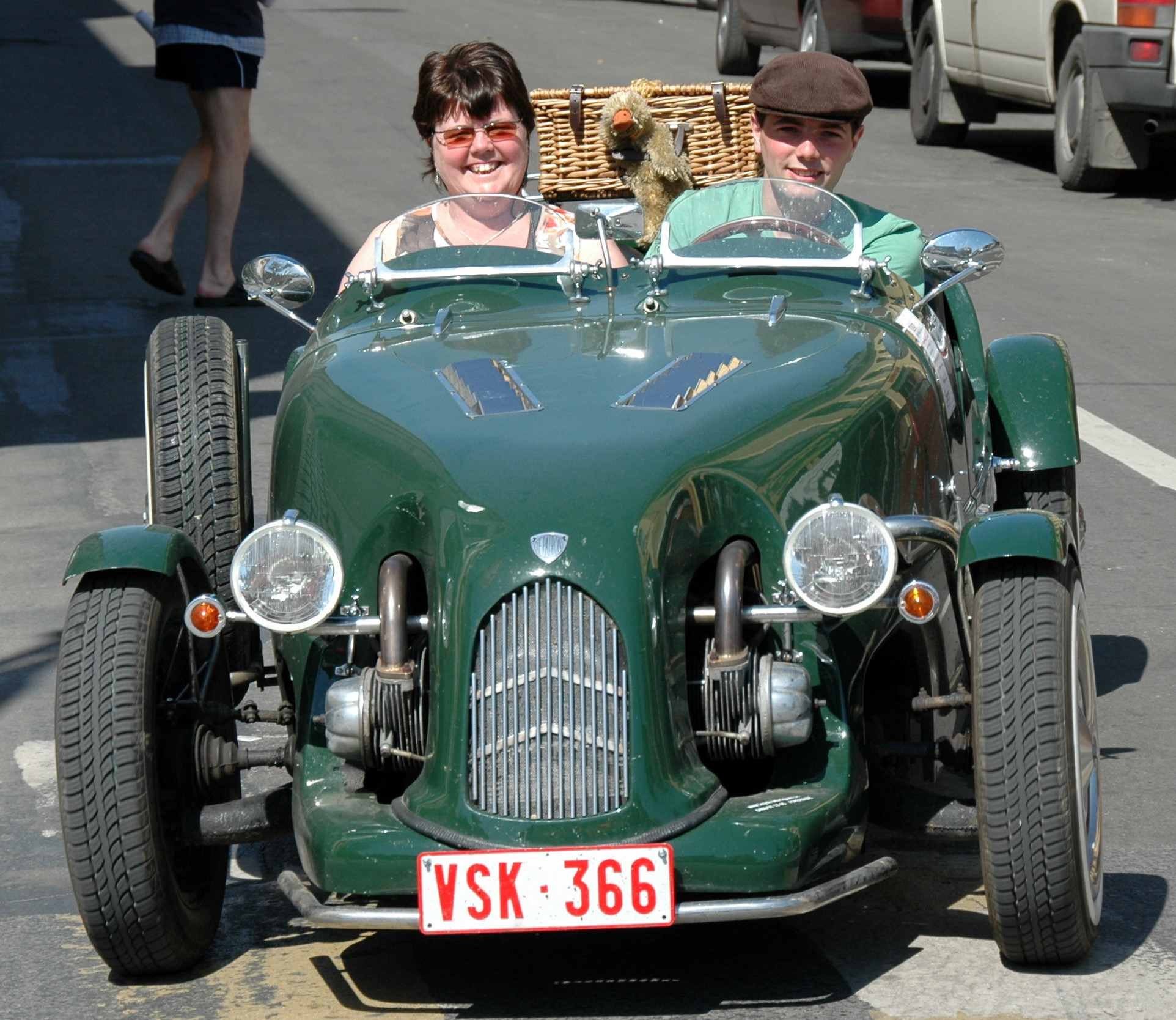
Lepatron
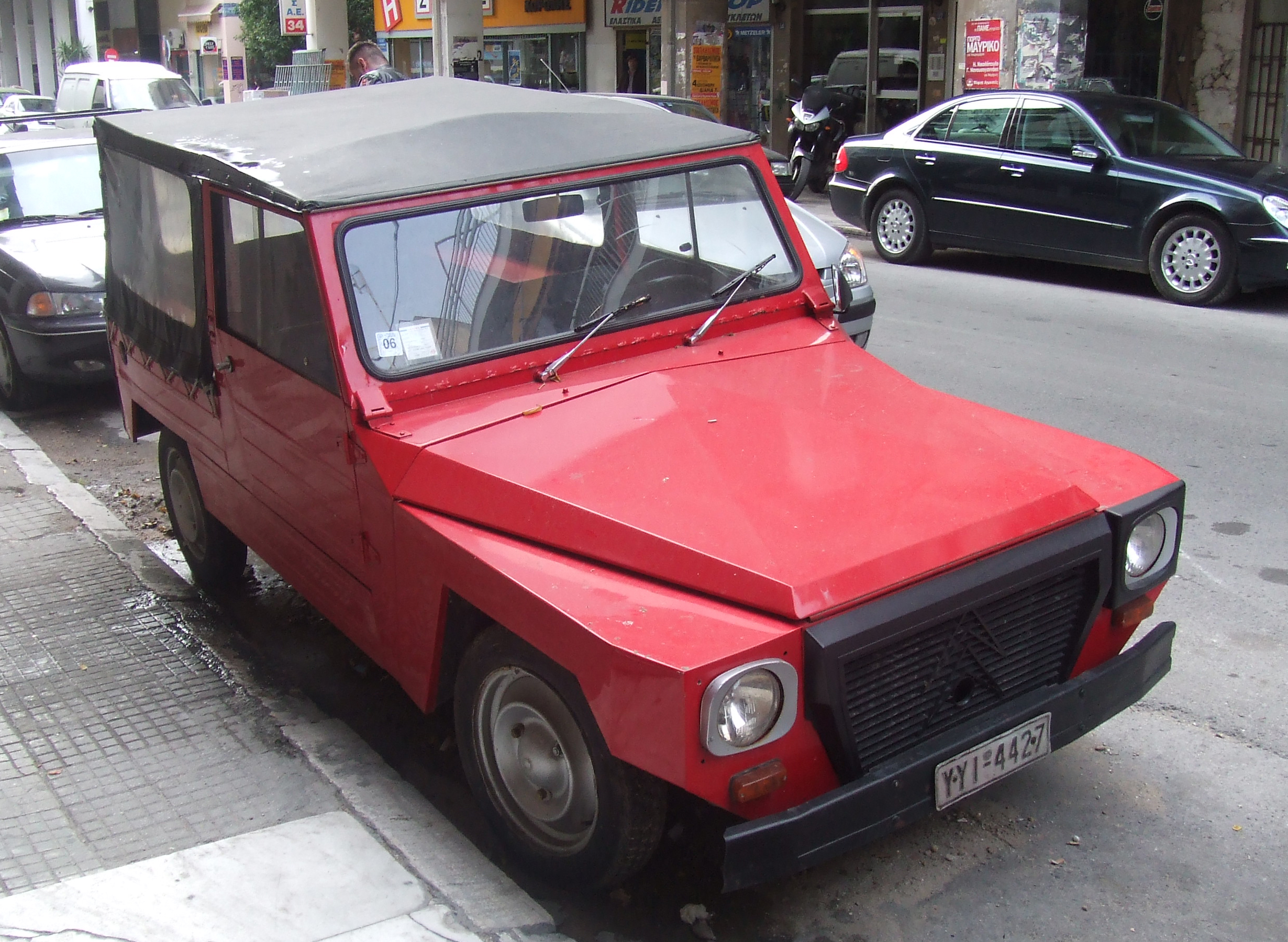
Pony
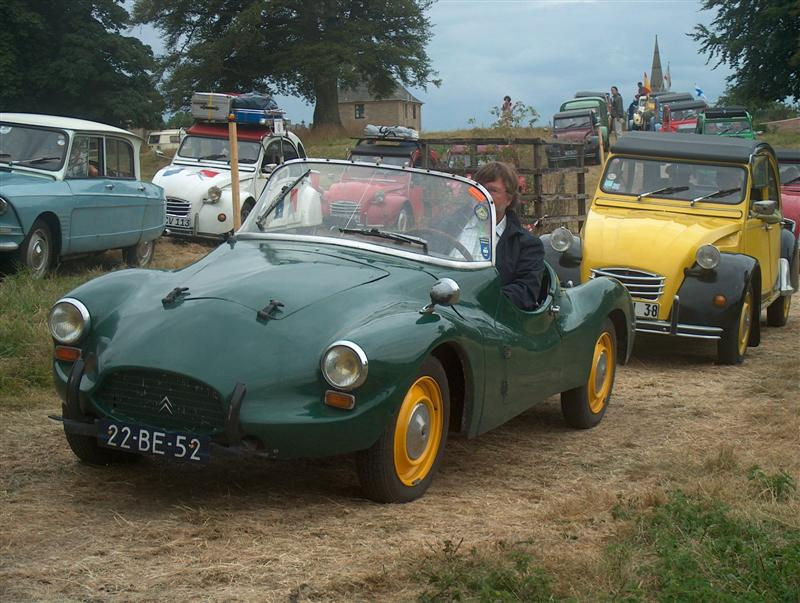
Radar
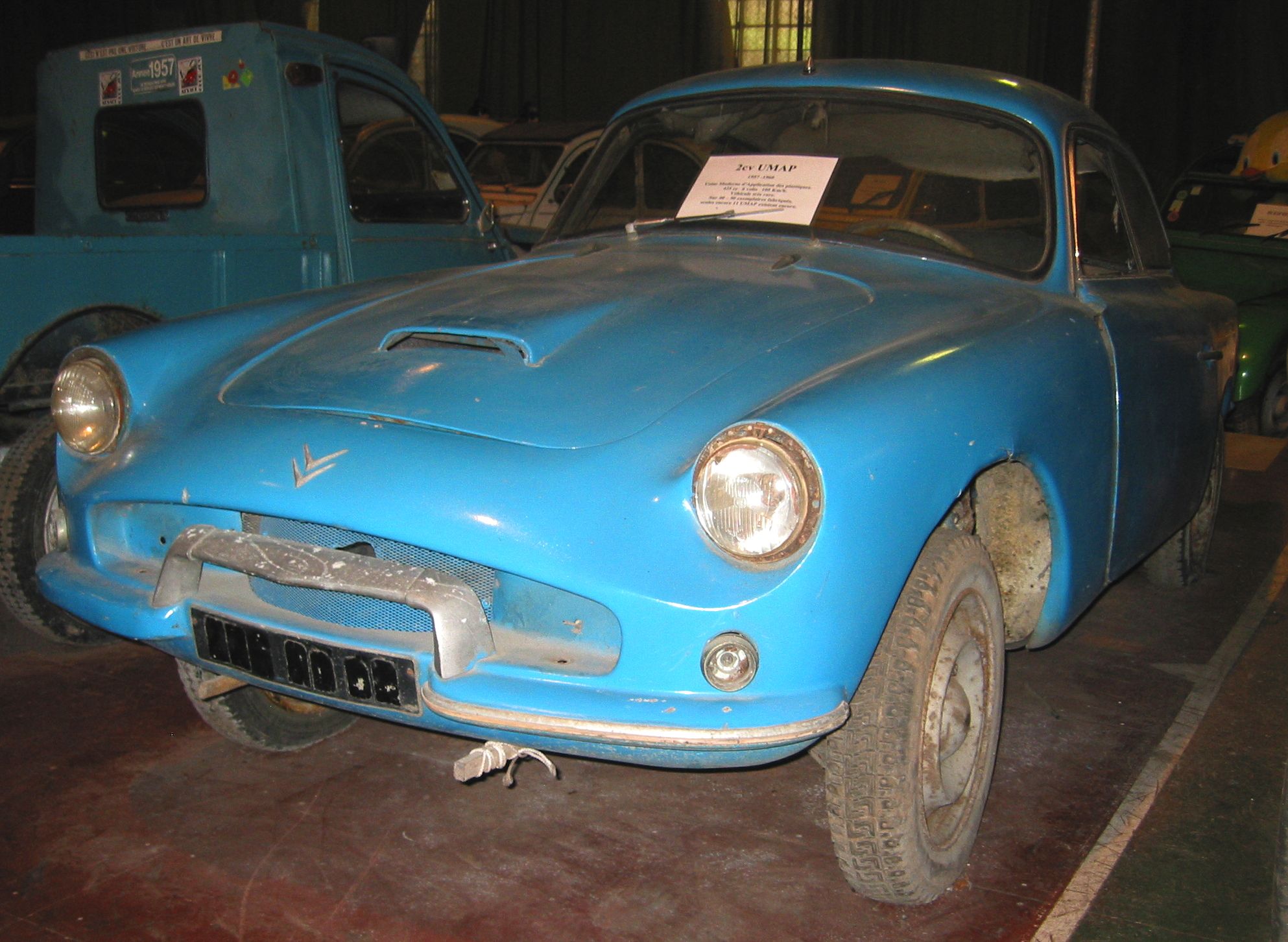
UMAP
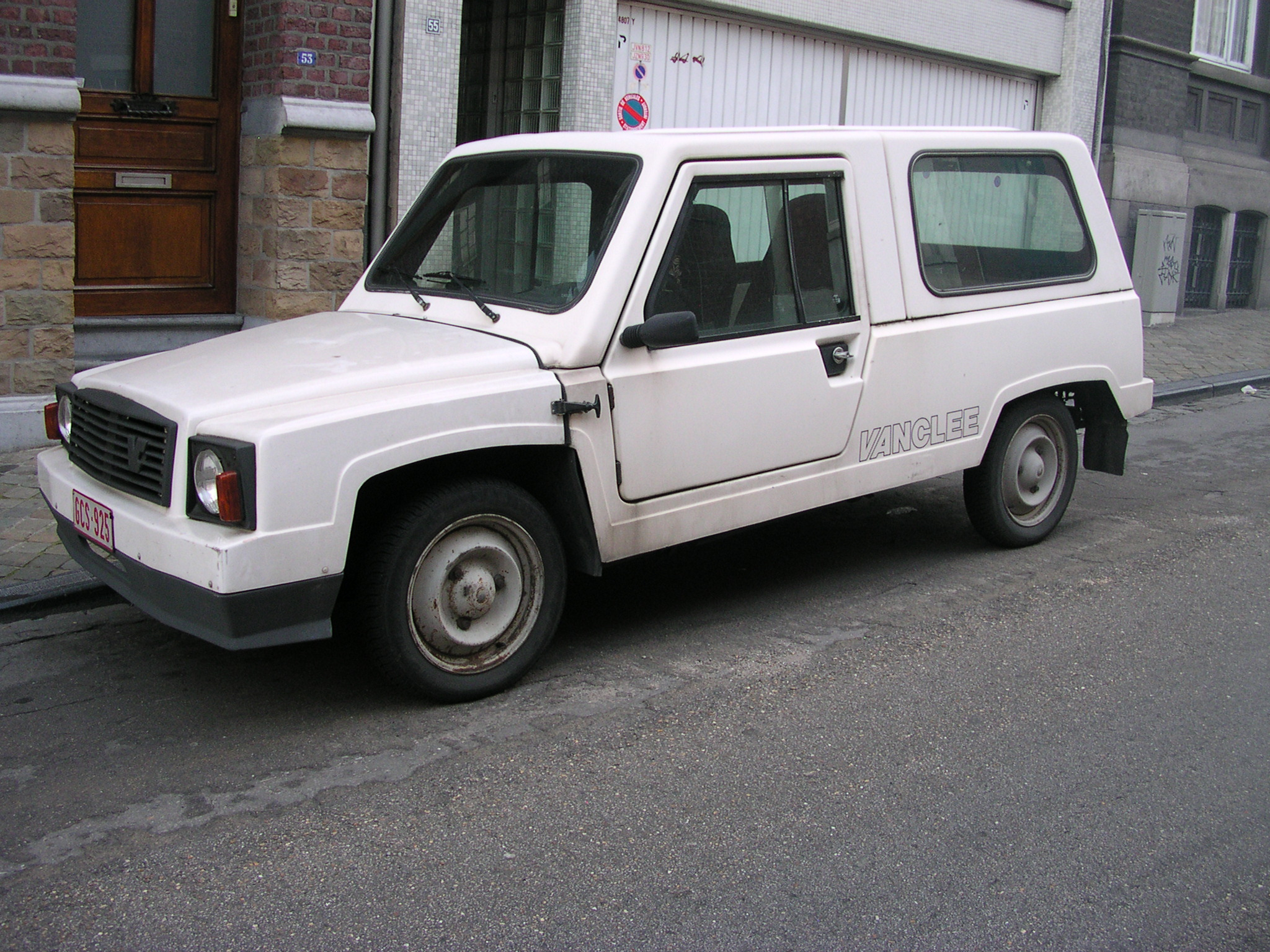
Vanclee
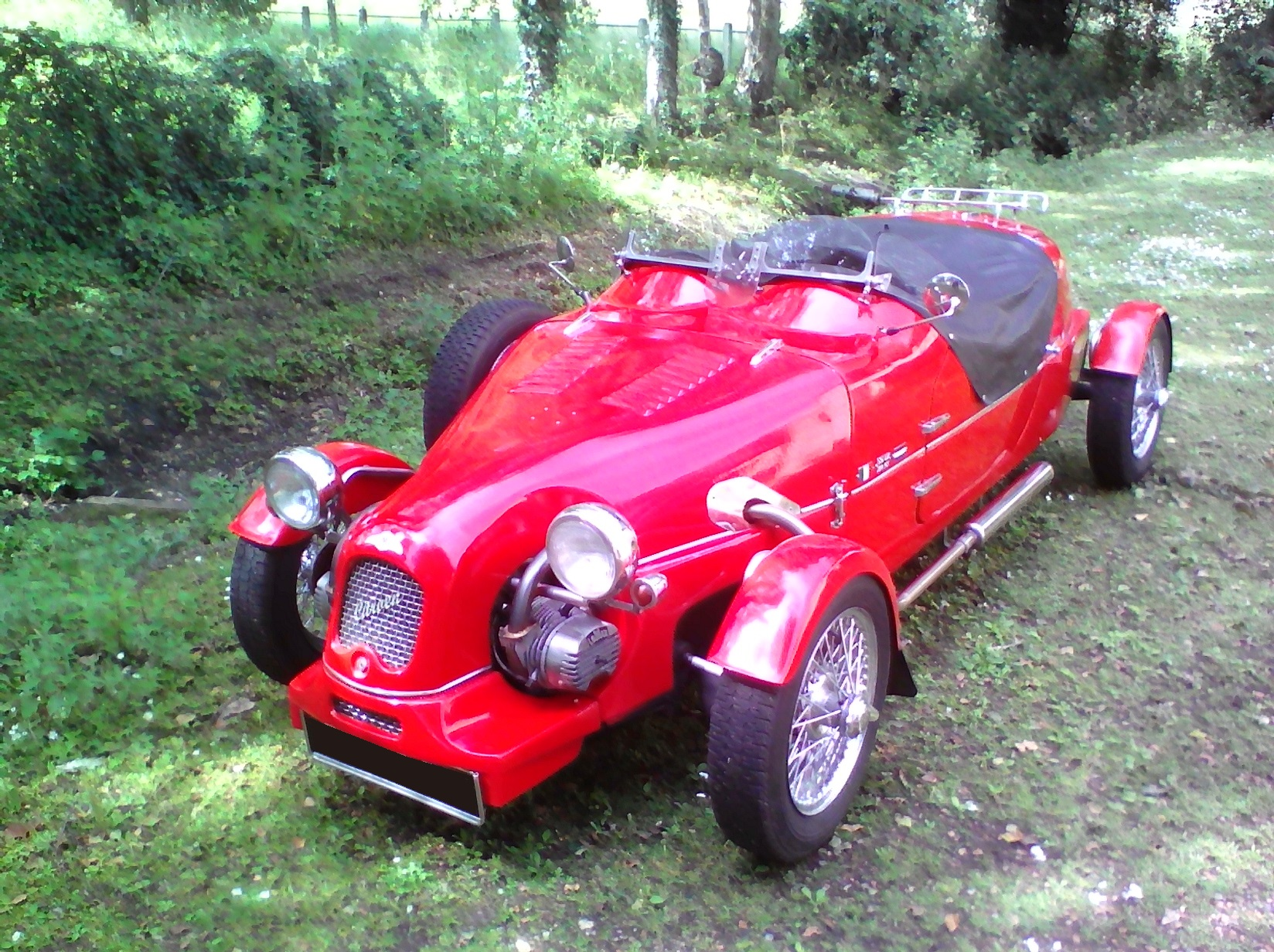
Lomax 244

## Cyclecar
Les cyclecars, non homologués en France, se distinguent en deux catégories :
- à deux roues arrière, rendues jumelles par retournement des bras oscillants ;
- à nouvel essieu à une seule roue.

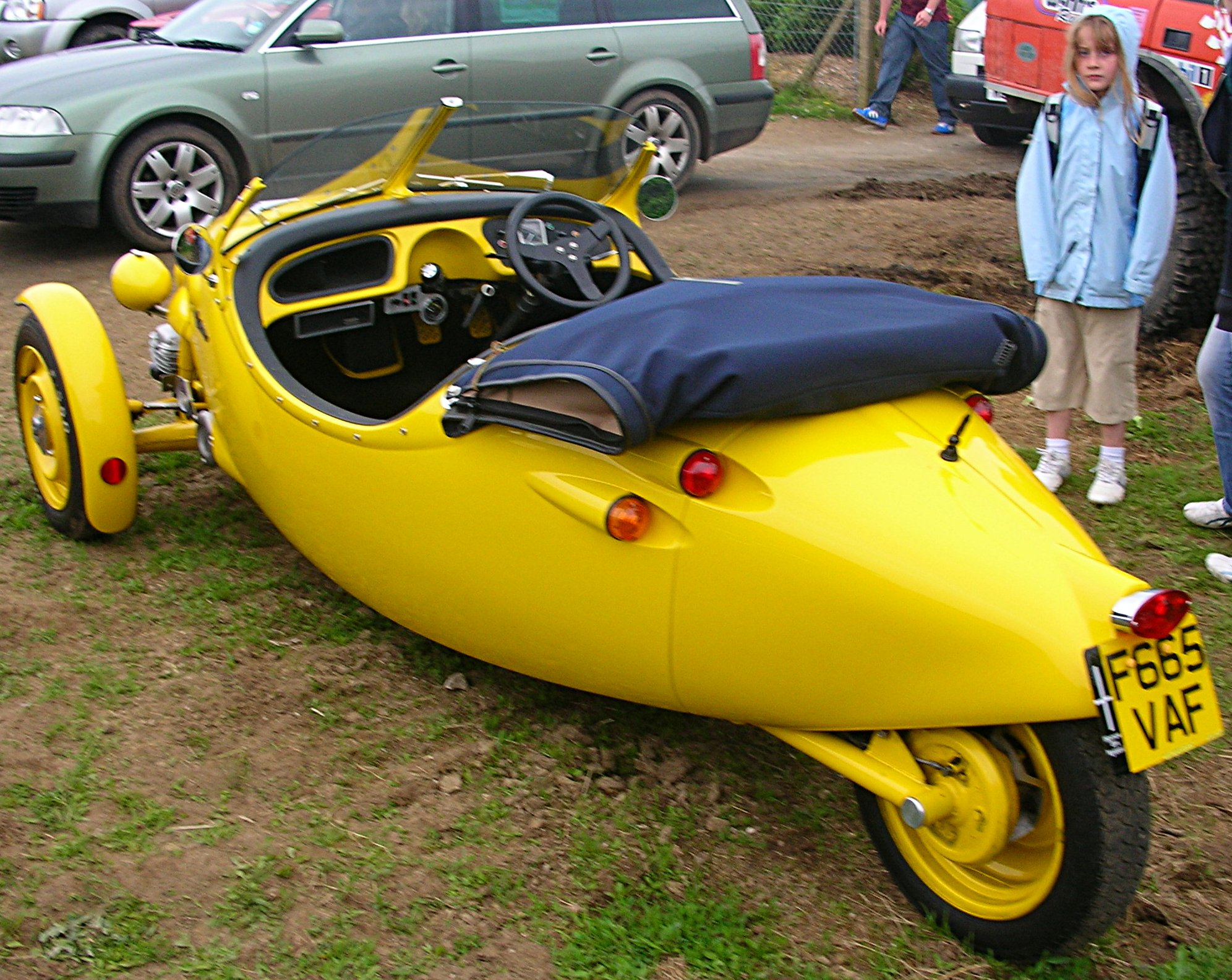
Blackjack Avion
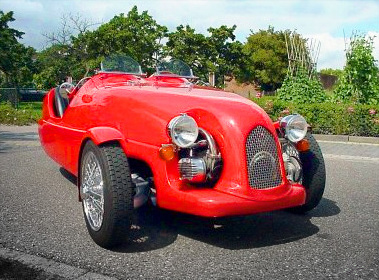
Lepatron
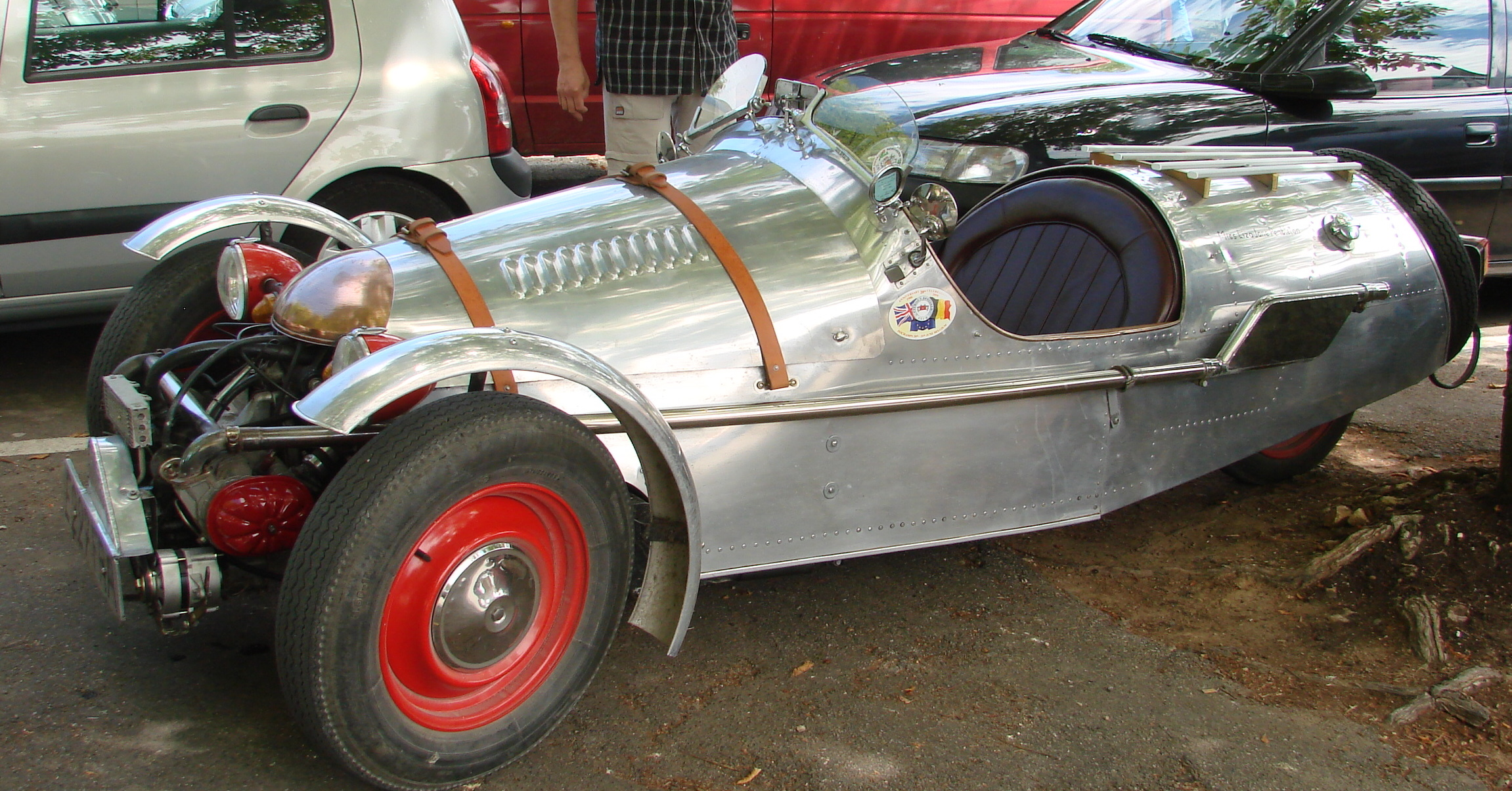
Pembleton
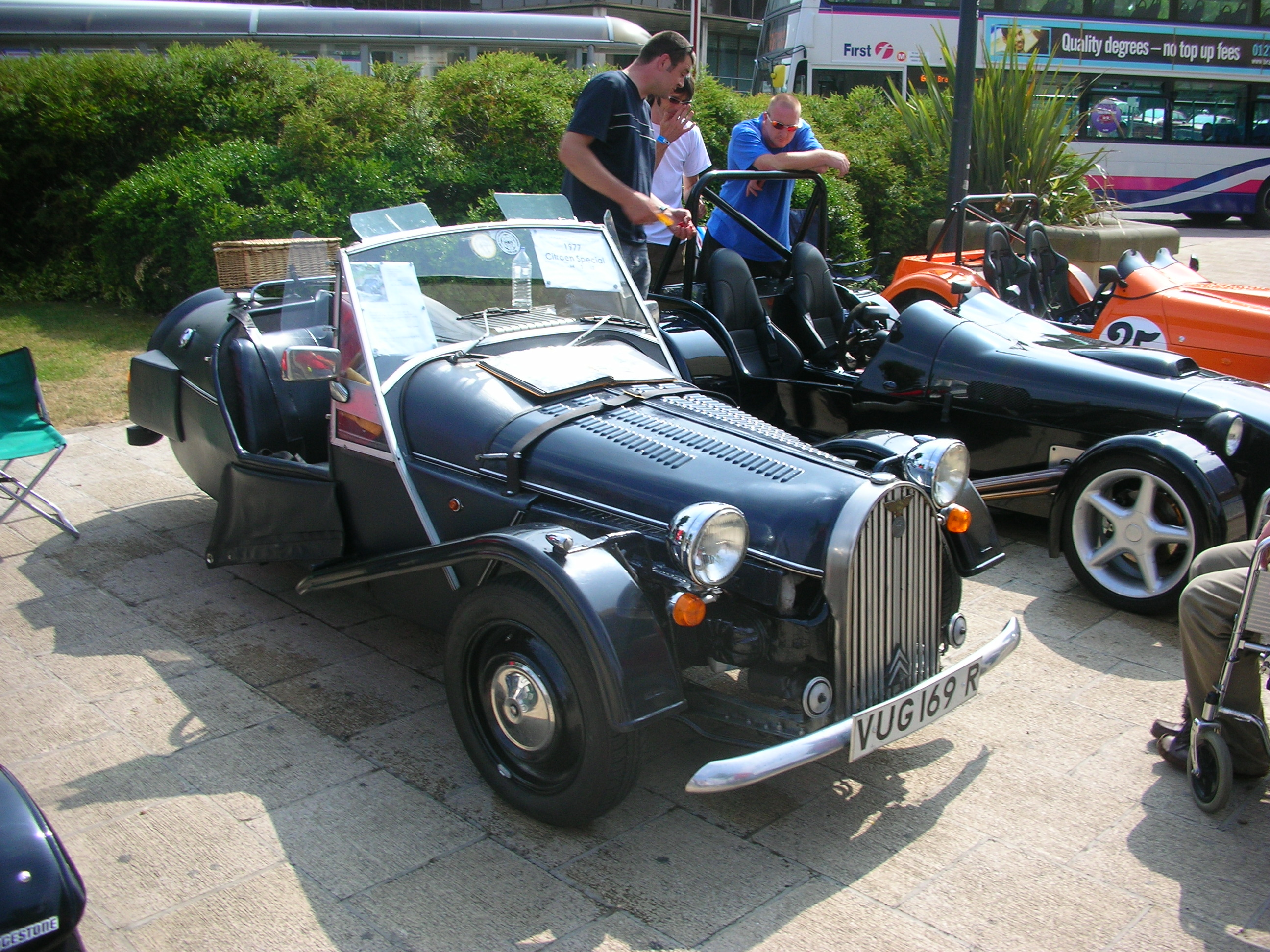
Special (1977)